# Miss USA 1954
Hoa hậu Hoa kỳ 1954 - Miss USA 1954 là cuộc thi Hoa hậu Hoa Kỳ lần thứ 3, được tổ chức vào ngày 24 tháng 7 năm 1954 tại Long Beach Municipal Auditorium, Long Beach, California. Miriam Stevenson, chiến thắng trong cuộc thi và sau đó trở thành Hoa hậu Hoàn vũ. Cô đã được trao vương miện bởi Myrna Hansen của Illinois.

## Kết quả
| Hoa hậu Hoa kỳ 1954  | - South Carolina – Miriam Stevenson |
| Á hậu 1 (truất ngôi) | - Virginia – Ellen Whitehead |
| Á hậu 1              | - New York – Karin Hultman |
| Á hậu 2              | - Bản mẫu:Country data New York City – Renee Roy |
| Á hậu 3              | - Texas – Betty Lee |
| Á hậu 4              | - Illinois – Celeste Ravel |
| Top 21               | - Arkansas – Waydine Nesbitt - California – Sandra Lea Constance - Connecticut – Andrea Todd - District of Columbia – Laura Farley - Indiana – Cecilia Ann Dennis - Iowa – Ione Lukens - Maryland - Barbara Ann Eschenburg - Memphis - Janice Beverly Bowles - Minnesota – Dawn Joyce - Missouri – Alice Jean Porritt - Montana – Dawn Oney - Nebraska – Margie Winkhoff - New Jersey – Evelyn Orowitz - Ohio – Barbara Joyce Randa - Wisconsin – Rita Dolores Younger |

## Thí sinh
- Arizona – Bonnie Omadee Johnson
- Arkansas – Waydine Nesbitt
- California – Sandra Lea Constance
- Colorado – Lorna Batterson
- Connecticut –  Andrea Todd
- District of Columbia – Laura Farley
- Florida – Rosemary Talucci
- Front Royal (Virginia) – Carol Hammarck
- Illinois – Celeste Ravel
- Indiana – Cecilia Ann Dennis
- Iowa –  Ione Lukens
- Kansas – Sue Ravencroft
- Kentucky – Nikki Horner
- Louisiana – Sadie Marie Vinson
- Massachusetts – Nan Cowan
- Memphis (Tennessee) - Janice Beverly Bowles
- Michigan – Gerri Hoffman
- Minnesota –  Dawn Joyce
- Missouri – Alice Jean Porritt
- Montana – Dawn Oney
- Nebraska – Margie Winkhoff
- Nevada – Mary Jane Arnold
- New Hampshire – Myrna Louise Smith
- New Jersey – Evelyn Orowitz
- New York – Karin Hultman
- New York City – Renee Roy
- North Carolina – Ann Pickett
- North Dakota – Priscella Jane Hewitt
- Ohio – Barbara Joyce Randa
- Oregon – Charlotte Miller
- Pennsylvania – Helen Vidovich
- Pleasure Beach (Connecticut) – Violet Fuchs
- Rhode Island – Joyce Ann Sandberg
- South Carolina – Miriam Stevenson
- South Dakota – Barbara Ann Brown
- St. Louis (Missouri) – Jo Ann Lynde
- Tennessee – Barbara Sue Holly
- Texas – Betty Lee
- Utah – Laverna Laub
- Vermont – Georgia Laurise
- Washington – Darlene Gail Shride
- West Virginia – Sandra Waggy
- Wisconsin – Rita Dolores Younger
- Wyoming – Faith Adele Radenbaugh